# Coez
Silvano Albanese (Nocera Inferiore, Italia el 11 de julio de 1983), más conocido por su nombre artístico Coez, es un cantante italiano y rapper.

## Carrera
Nacido en Nocera Inferiore, en la provincia de Salerno,  creció en Roma. Estudió comedia en la Scuola Cinematografica y su primer proyecto musical fue Circolo Vizioso, en colaboración con Franz y Nicco. Después de una demo en mixtape, sacó su primer álbum oficial con el mismo nombre, Terapia, producido por Ford 78 y Sine.
En 2007, conoció a Lucci y Bruno Cannavicci (conocidos por Snais), que eran miembros de la banda Unabombers, y con la adición de Franz y Nicco del Circolo Vizioso, los cinco formaron el colectivo Brokenspeakers. La formación tuvo un gran éxito en Italia, incluso para Busta Rhymes.
Acorde con el trabajo con los Brokenspeakers, Coez tomó una carrera solista y en 2009 sacó su álbum solista Figlio di nessuno, que además incluía colaboraciones con Lucci, Hube, Nicco & Franz, Julia y Supremo73. En noviembre de 2011, sacó la mixtape Fenómeno, realizada con DJ Sine. La primera canción comercial solista exitosa de Coez fue "Nella casa", seguida del álbum Non erano fiori desde Carosello Records y en colaboración con Riccardo Sinigallia. El álbum alcanzó el Top 10 de la Carta de Álbumes Italianos oficial. Fue llevado además como un artista principiante al Music Summer Festival. En 2014, colaboró con Gemitaiz & MadMan, y en septiembre de 2015 sacó Niente che non va con el sencillo "La rabbia dei secondi" del propio álbum. En 5 de mayo de 2017 sacó su cuarto álbum solista, Faccio un casino alcanzando el número 2 en la Carta de Álbumes Italiano, además de convertirse en disco de oro. El título del álbum volvió al Top 10 con una segunda canción, "La musica non c'è", convirtiéndose en su primer hit número 1 en Italia, y alcanzando el top en la Carta de Singles Italianos.

## Discografía

### Álbumes
| Año  | Álbum             | Posiciones | Certificación       |
| Año  | Álbum             | ITA        | Certificación       |
| ---- | ----------------- | ---------- | ------------------- |
| 2009 | Figlio di nessuno | —          |                     |
| 2013 | Non erano fiori   | 9          |                     |
| 2015 | Niente che non va | 2          |                     |
| 2017 | Faccio un casino  | 2          | - FIMI: 2× Platinum |
| 2019 | È sempre bello    | 1          |                     |

### Mixtape
- 2011: Fenomeno Mixtape

### EP
- 2012: Senza mani
- 2016: From the Rooftop

### Singles
| Año  | Título                | Posiciones | Álbum            |
| Año  | Título                | ITA        | Álbum            |
| ---- | --------------------- | ---------- | ---------------- |
| 2017 | "Faccio un casino"    | 9          | Faccio un casino |
| 2017 | "La musica non c'è"   | 1          | Faccio un casino |
| 2017 | "Le luci della città" | 16         | Faccio un casino |
| 2017 | "E yo mamma"          | 40         | Faccio un casino |

Otros
- 2011: "E invece no"
- 2012: "Ali sporche"
- 2012: "Forever Alone"
- 2013: "Hangover"
- 2013: "Siamo morti insieme"
- 2014: "Instagrammo" (with Gemitaiz & MadMan)
- 2015: "La rabbia dei secondi"
- 2016: "Jet"
- 2016: "Niente di che"
- 2016: "Lontana da me"